# わが街
『わが街』（わがまち、Grand Canyon）は、ローレンス・カスダン監督・脚本・製作による1991年のアメリカ合衆国のドラマ映画。ロサンゼルスに住む、様々な立場の男女を描く群像劇。
第42回ベルリン国際映画祭のコンペティション部門で上映され、金熊賞を受賞した。

## あらすじ
ロサンゼルスに住む弁護士のマックは映画監督をしている友人デイビスとプロバスケットの試合を観戦した帰りの運転で、込み合うメインストリートを避け、裏道に入った。治安の悪い地区を通過中に運悪く車が故障してしまう。電話でレッカー車を呼んで待っていると、黒人の不良少年グループにからまれてしまう。その時、レッカー車が到着し、サイモンという黒人の運転手に救われる。サイモンはマックに「少年たちにからまれたのは、運が悪かっただけだから忘れることだ」と言う。また、「グランドキャニオンに行ってみるといい、そこから見ると人の行いは小さなものだと分かる」とも言った。
ある日、友人のデイビスは路上強盗に出くわし、太ももを銃で撃たれ大怪我をして入院する。そのことがきっかけで彼は映画に対する考え方を再検討し始める。
息子が15歳になり、子育てが一段落したマックの妻のクレアは近所をジョギングするのを日課にしていた。薮の脇を走っていると赤ん坊が泣く声がするので、薮の中に入るとそこに女の子の赤ん坊が捨てられていた。クレアはそっと抱きかかえ家につれて帰る。彼女は赤ん坊をお風呂にいれ、食事を与え、服をさがし出し赤ん坊に着せ、ベッドに寝かせる。
夕方、帰宅したマックは妻に赤ん坊を見せられる。クレアに「どうして警察に連絡していないのか」とマックはたずねる。彼女は「こんなにかわいい子だから、あなたにひと目、見せたかったのよ」と答える。二人は警察に連絡し、病院に赤ん坊を預けるが、クレアはその後、あの子を養子に迎えたいと言い出し、反対するマックと意見の相違が問題となる。
一方、レッカー車運転士のサイモンには、別れた妻との間に聾唖の娘がいた。彼は電話回線によるディスプレイで離れて暮らす娘とのコミュニケーションを楽しみにしていた。また、彼には二人の子供を育てるシングルマザーの妹デボラがいた。彼女の十代半ばの息子オーティスは不良仲間と関係を持っており、サイモンは仲間から抜けるように忠告するが、彼は聞き入れない。ある日、デボラの家にマシンガンで銃弾が撃ち込まれ、彼女とその娘は命の危険に遭遇する。
マックは、あの日サイモンに救ってもらったお礼を言うために彼の職場を訪ねる。マックは彼を朝食に誘い、過去の出来事や人生の幸と不幸について語り合う。帰り際にマックはサイモンの妹の家は危険すぎるから、自分の知り合いが持っている手ごろなアパートを紹介したいと申し出る。サイモンは断ったが、その後マックの提案を受け入れることにする。その後さらに、マックはサイモンに自分の秘書の友人の黒人女性ジェーンを紹介するが、サイモンとジェーンの出会いはうまくいき、親しくなる。
そしてある日、マックは妻クレアと息子をつれ、サイモンはジェーンと甥のオーティスをつれ、グランドキャニオンを訪れる。彼らは並んで雄大な景色をながめる。マックの背中には養子に迎えた小さな娘が背負われていた。

## キャスト
※括弧内は日本語吹替
- マック - ケヴィン・クライン（富山敬）
- サイモン - ダニー・グローヴァー（内海賢二）
- デイビス - スティーヴ・マーティン（羽佐間道夫）：マックの友人
- クレア - メアリー・マクドネル（武藤礼子）
- ディー - メアリー＝ルイーズ・パーカー（佐々木優子）：マックの秘書
- ジェーン - アルフレ・ウッダード（さとうあい）：ディーの友人
- ロベルト - ジェレミー・シスト：マックとクレアの息子
- デボラ - ティナ・リフォード：サイモンの妹
- オーティス - パトリック・マローン：デボラの息子
- ヴァネッサ - サラ・トリガー：デイビスの恋人

## 受賞とノミネート
| 映画祭・賞           | 部門   | 候補                                 | 結果       |
| -------------------- | ------ | ------------------------------------ | ---------- |
| ベルリン国際映画祭   | 金熊賞 | ローレンス・カスダン                 | 受賞       |
| アカデミー賞         | 脚本賞 | ローレンス・カスダン、メグ・カスダン | ノミネート |
| ゴールデングローブ賞 | 脚本賞 | ローレンス・カスダン                 | ノミネート |